# Danagalli, Mysore
Danagalli là một làng thuộc tehsil Mysore, huyện Mysore, bang Karnataka, Ấn Độ.